# Lichenoconium usneae
Lichenoconium usneae is een korstmosparasiet die behoort tot de orde Lichenoconiales. Het komt voor op verschillende korstmossen waaronder Evernia prunastri, Pertusaria pertusa, Ramalina fastigiata, Ramalina  fraxinea, Usnea ceratina en diverse soorten Cladonia.

## Determinatie
Pycnidiën zijn ingezonken of aan het oppervlak en meten (40–)50 tot 80(–110) µm de wand bestaat uit donkerbruine cellen met een diameter van 4 tot 7 µm. De conidiën zijn bruin tot donkerbruin van kleur. 

## Verspreiding
Lichenoconium usneae komt voor in Europa en Noord-Amerika. In Nederland komt hij zeer zeldzaam voor.